# Vrbnica (Bośnia i Hercegowina)
Vrbnica (cyr. Врбница) – wieś w Bośni i Hercegowinie, w Republice Serbskiej, w gminie Foča. W 2013 roku liczyła 10 mieszkańców.